# Enzo Monteduro
Vincenzo Monteduro, detto Enzo (Scorrano, 12 agosto 1937 – Roma, 26 aprile 2009), è stato un attore italiano.

## Biografia
Esordisce sullo schermo nel film Ciccio perdona... Io no! di Marcello Ciorciolini del 1968 con la coppia Franco e Ciccio. Recita soprattutto negli anni settanta in molti film comici o commedie sexy. Continua la sua carriera fino al 1981, per poi riapparire in un film diretto e interpretato da Alberto Sordi, Assolto per aver commesso il fatto del 1992 nel ruolo di Enzo.
Il suo ultimo film è Incontri proibiti del 1998, sempre diretto e interpretato da Sordi.
Numerose le apparizioni in programmi televisivi di varietà, Happy Circus, Happy Magic, Forte fortissimo, Crazy Boat, Porto Matto, I fatti vostri, trasmessi dalla Rai. Partecipa anche alla serie TV Topo Gigio gira il mondo in ottanta giorni, sempre prodotto dalla Rai.

## Filmografia
- Ricordati di Napoli, regia di Pino Mercanti (1957)
- Ciccio perdona... Io no!, regia di Marcello Ciorciolini (1968)
- Zenabel, regia di Ruggero Deodato (1969)
- Attenzione alla puttana santa, regia di Rainer Werner Fassbinder (1971)
- Lo chiameremo Andrea, regia di Vittorio De Sica (1972)
- Sogni proibiti di Don Galeazzo curato di campagna, regia di Emanuele Di Cola (1973)
- Anastasia mio fratello, regia di Steno (1973)
- Provaci anche tu Lionel, regia di Roberto Bianchi Montero (1973)
- Arrivano Joe e Margherito, regia di Giuseppe Colizzi (1974)
- La cameriera, regia di Roberto Bianchi Montero (1974)
- L'eredità dello zio buonanima, regia di Alfonso Brescia (1974)
- Carambola, filotto... tutti in buca, regia di Ferdinando Baldi (1975)
- Calore in provincia, regia di Roberto Bianchi Montero (1975)
- Anno Santo 1975, regia di Andrea Bianchi (1975)
- San sha ben tan xiao fu xing (Il taglio dell'orecchio), regia di Ng See-Yuen (1976) - inedito in Italia
- L'infermiera... di mio padre, regia di Mario Bianchi (1976)
- Le calde notti di Caligola, regia di Roberto Bianchi Montero (1977)
- La sorprendente eredità del tontodimammà, regia di Roberto Bianchi Montero (1977)
- Proibito erotico, regia di Luigi Batzella (1978)
- Malabestia, regia di Leonida Leoncini (1978) - inedito
- La soldatessa alle grandi manovre, regia di Nando Cicero (1978)
- Switch, regia di Giuseppe Colizzi (1978)
- Fontamara, regia di Carlo Lizzani (1980)
- Albergo a ore, regia di Roberto Bianchi Montero (1981)
- Assolto per aver commesso il fatto, regia di Alberto Sordi (1992)
- Cupido, regia di Andrea Leoni (1993) - cortometraggio
- Nestore, l'ultima corsa, regia di Alberto Sordi (1994)
- Romanzo di un giovane povero, regia di Ettore Scola (1995)
- Incontri proibiti, regia di Alberto Sordi (1998)
- La seconda ombra, regia di Silvano Agosti (2000)